# ロックマン7 宿命の対決!
『ロックマン7 宿命の対決!』（ロックマンセブン しゅくめいのたいけつ!、ROCKMAN 7）は、カプコンから1995年3月24日にスーパーファミコン専用ソフトとして発売されたアクションゲーム。ロックマンシリーズ第7作である。ニンテンドウパワーからも供給された。

## 概要
フォルテの初登場作品。「2」以来恒例となっているボスキャラ募集によって集められた22万通から、よりすぐられたボスキャラ8体が登場。それらを倒し、再度ドクター・ワイリーの世界征服の野望を打ち破るのが最終目的になる。スライディングやチャージ・ショット(タメ撃ち)などのアクションを継承。ゲームボーイ版「ワールドシリーズ」で好評だったアイテム購入システムを採用し、シリーズの集大成的作品となっている。
スーパーファミコンに機種変更されたことにより、グラフィックや音楽がより鮮明になった。ステージはオープニングステージと4つの前半選択ステージ、中間ステージ（1ステージ）、4つの後半選択ステージ、ワイリーステージ（4ステージ）の計14ステージから構成される。
オープニングデモの序盤のBGMは前作『ロックマン6』のエンディング曲である。
中間ステージのBGMは『ロックマン』のガッツマンステージ、『ロックマン2』のヒートマンステージ、『ロックマン3』のスネークマンステージのBGMを組み合わせたアレンジ曲になっている。

## ストーリー
ロックマンの活躍により、Dr.ワイリーは逮捕された。ところが、ワイリーの秘密研究所内で、彼の身に何か起こった時に起動するプログラムが、4体の戦闘用ロボットを目覚めさせた。
その数か月後、ロボットに町が襲われ、刑務所からワイリーが脱獄する。
ロックマンはラッシュを連れてワイリーのUFOを追ったが、そこに立ちはだかったのは、ワイリーの手から世界を守るために戦っているというフォルテと名乗るロボットだった。

## ゲーム内容

### システムの変更点
- 最大チャージショットの威力が、前作までの3から2に減少した。ただし『ロックマン5』『ロックマン6』とは異なり、チャージ中にダメージを受けてもチャージを解除されない。
- 『ロックマンワールド4』『ロックマンワールド5』に登場したPチップシステムのスピンオフである、ネジによるアイテム交換システムが導入された。
- E缶の最大保有数が前作までの9個から4個に減少した。また、『ロックマンワールド4』『ロックマンワールド5』に登場した「W缶」や「S缶」も導入された。よって本作のそれぞれの缶の最大保有数は、E・W缶：4個、S缶：1個に設定された（これはワールドシリーズでのそれぞれの缶の最大保有数と全く同じである）。
- 『ロックマンX』同様、L・Rボタンを入力することでラッシュを除く特殊武器をその場で（反）時計回りに選択することが可能。また、L・Rボタンを同時に押すことで瞬時に通常形態にリセットすることも可能。
- ステージ内に散らばっている"R・U・S・H"の文字のプレートを4枚揃えれば、スーパーロックマンに変身することが可能。スーパーロックマンになると2段ジャンプのブースタージャンプ、拳を射出するロケットバスターが加わる。
- パスワードは『ロックマンX』と同様の4×4マスに数字を入力するものになった。

## 登場キャラクター

### メインキャラクター
DRN.001 ロックマン（Rockman）

DRN.002 ロール（Roll）
オープニングと特殊武器入手時に登場。

DRN.000 ブルース（Blues）
クラウドマンステージとターボマンステージで登場。その後、シェードマンステージの特定の場所で戦う。

Dr.ライト（Dr. Right）

ライトット（Rightot）
本作で初登場。ビッグエディーにて店員を務める。

SWN.001 フォルテ（Forte）
本作で初登場。ゲーム中で3度戦うことになる。

Dr.ワイリー（Dr. Wily）

### ボスキャラクター

#### メインボス
弱点武器の相関図は、前半ステージボスと後半ステージボスの2つに分けられている。従って、後半ステージボスの武器が前半ステージボスの弱点になることがあり、その逆もある。
今作品から、各ボスが弱点となる特殊武器で攻撃されると、ロックマンXシリーズと同様にリアクションをとるようになった。また、一部には逆効果となる武器で攻撃すると、一定時間だけ反撃・パワーアップするボスもいる。
DWN.049 フリーズマン（Freezeman）
長所：完璧主義 / 短所：くどい / 好き：推理小説 / 嫌い：公害
無公害エネルギー実験のために造られたプロトタイプ。「高温+低温=常温」という理論から、周囲の空気を高温と低温の物に分解し、低温の方は結晶化させて特殊武器「フリーズクラッカー」として活用、高温の方は自身で吸収して動力エネルギーに変換することができる。体は本物の氷でできており、なぜか試作型であることを自慢にしている。「冷徹非道な氷の戦闘機械」の異名を持つクールな完全主義者で、登場時のポーズを常日頃考えている。
戦闘開始直後はロックマンの動きに合わせて行動するため、こちらが動かない限り、体を光らせたり挑発をしてくるだけで攻撃はしてこない。
アイスマンを尊敬している。体が氷でできているため脆く、硬いものに当たるとボディが破壊されてしまう。

DWN.050 ジャンクマン（Junkman）
長所：倹約家 / 短所：熱中しすぎる / 好き：ガラクタ / 嫌い：生ゴミ
ロボット製作に再利用可能な部品をスクラップから回収するためのロボットを、頑丈なボディと力の強さに目を付けたDr.ワイリーが戦闘用に改造した。ボディはパーツごとに電磁石でくっ付けており、そこに高圧電流を流されたりするとバラバラになってしまう。人相が少し悪く、凶悪そうな印象があるが、実は節約家で変なものばかりコレクションしているらしい。磁力でスクラップを集める部品回収機を利用してスクラップを転用する「ジャンクシールド」が特殊武器。
応募された際の名前は「フランケンマン」。ほとんど原案ハガキそのままのデザインで採用されている。

DWN.051 バーストマン（Burstman）
長所：宴会部長 / 短所：臆病 / 好き：熱いお風呂 / 嫌い：地道な努力
化学工場の守衛用ロボット。ちゃきちゃきの江戸っ子で、お祭りのシーズンを迎えると、急にはしゃぎ出す。爆弾を使って戦う癖に、爆発が怖いという臆病な性格。遠くで爆発させるための苦肉の策として、泡発生器で作った泡に爆弾を包んで飛ばす特殊武器「デンジャーラップ」を考え出した。シャボン玉を飛ばしたり花火を打ち上げたりするのが好きで、いつも陽気にさわいでいるが、根は寂しがりや。スーパーシャボン液を積んだタンクのせいで、炎や冷気など、急激な温度変化に弱い。
水中系ステージに属するが化学薬品プラントの設定のため、従来の水中ステージとは浮力関係がいくつか異なる。
応募された際の名前は「シャボンマン」。

DWN.052 クラウドマン（Cloudman）
長所：日和見主義 / 短所：下駄が履けない / 好き：臍、貴金属 / 嫌い：避雷針
気象制御用のロボットをDr.ワイリーが戦闘用に改造。体に無重力装置が組み込まれている、シリーズ初の空中戦闘ロボットである。ホバークラフトの原理で浮いているらしい。降雨装置は外され、残された雷発生機は千個の電池も充電できるパワーを持つ特殊武器「サンダーストライク」に強化された。非戦闘用装置が取り外されたため、軽くなった体を気に入っている。足がないためゲタが履けないのが悩みであり、乗っている雲を爆風で吹き飛ばされると地面で身動きできなくなってしまう。
ステージは気象実験施設なので、気象にまつわる仕掛けが用意されている。
応募された際の名前は「スモークマン」で、ロボットに対して有毒なガスを使って攻撃するという設定だった。PS版『ロックマン3』で隠しコマンドを入力すると、マグネットマンステージでこのステージのBGMが流れるようになる。

DWN.053 スプリングマン（Springman）
長所：のびのびしている / 短所：捉えどころがない / 好き：走り高跳び / 嫌い：低い天井
Dr.ワイリー製作のロボットで、約2000個のばねでボディが作られている。そのため、体重が軽く、驚異的なジャンプ力を生む。しかし、逆にそれが災いして、階段の昇り降りが苦手で、自分の部屋からあまり出ないらしい。特殊武器の「ワイルドコイル」は自分のスプリングの一部を飛ばして攻撃する荒技。ジャンプ力を生かし、捕まえた敵を天井に叩きつける「デッドリードライバー」が必殺技。ばねの体で様々な攻撃を吸収して受け流すことが可能だが、斬撃などは受け流すことが不可能。また、電気を浴びると体が電磁石になり、ロックマンを引き寄せる。
応募された際から名前は「スプリングマン」で、デザインもほぼそのままだったが、特殊武器はばねの腕を伸ばして攻撃する「スプリングパンチ」というものだった（こちらは戦闘時スプリングマンが使用する攻撃として採用された）。
『バトル&チェイス』では、体を重くするためのパーツを購入する資金を優勝賞金で確保しようとした。『バトル&チェイス』や『ロックマン&フォルテ』では、言葉がカタカナ表記で語尾を伸ばす口調となっている。

DWN.054 スラッシュマン（Slashman）
長所：手が早い / 短所：超ワイルド / 好き：野菜、果物 / 嫌い：爪切り
秘密基地建設のため森林伐採ロボットを戦闘用に改造したもの。『ロックマンワールド5』に登場したスペースルーラーズのプルートがモデルになっている。恐竜ロボットの指揮を執る目的で造られたが、機動力を強化した結果、誰も彼の動きについてこれなくなった。小惑星破壊用カッターを小型化した「スラッシュクロー」と、相手を束縛する粘着弾が武器。野獣のようなワイルドな風貌と性格をしている。ロボットなのに温度変化に弱く、寒くなると冬眠し、暑くなると脱水症状を起こしてしまう。
『ロックマン10 宇宙からの脅威!!』では、過去のシリーズに登場したボスロボットたちの能力をコピーしたボス「ウェポンアーカイブ」の『7』のボス代表として選ばれている。
応募された際の名前は「クローマン」で、特殊武器は「スライディングクロー（Sliding Claw）」というものだった。
キャラクターデザインは天野洋一。

DWN.055 シェードマン（Shademan）
長所：ダンディー / 短所：マイクを、離さない / 好き：トマトジュース / 嫌い：ニンニク
遊園地に使われていたお化け屋敷のアトラクション用ロボットをDr.ワイリーが戦闘用に改造した。洗脳音波発生装置を付けて人間の心を操れるようにしたかったらしいが、配線ミスによって破壊音波「クラッシュノイズ」になった。そのほかにも吸血攻撃や石化光線を持つ。天井にぶら下がることと暗い場所が好き。逆にお化けや、蜘蛛のように跳ねるものは嫌い。歌は下手だが、ミュージシャンになる夢を持っており、現在はその猛特訓に励んでいる。
ステージ選択画面でシェードマンを倒していない状態で隠しコマンドを入力すると、ボス決定イントロBGMが変化し、『魔界村』のBGMでプレイできる。このステージは、ゾンビや幽霊型のロボットが満載の古城であり、背景・一部の敵キャラクターが『魔界村』と似たものとなっている。

DWN.056 ターボマン（Turboman）
長所：変わり身が早い / 短所：燃費が悪い / 好き：直線 / 嫌い：パンク、デコボコ道
ロボットのパーツを使い果たしたDr.ワイリーが、昔自分の乗っていた自動車を改造して造った。エネルギーはガソリンで、それを攻撃にも使うため、ひどく燃費が悪い。自動車に変形する能力を持つ。ただし変形システムが不完全で、超音波を浴びるとボディが損傷して誤作動を起こし、高圧電流を浴びると無敵の電気車となる。炎の弾を車輪状に並べて転がす「バーニングホイール」が特殊武器。趣味は自動車時代からついているカーステレオを最大ボリュームにしてかっ飛ばすこと。エアバッグも欲しがっている。
スピードはワイリーナンバーズで1、2を争い、クイックマンをスピード勝負で打ち負かしたこともある。
応募された際の名前は「ダッシュマン」。

#### その他のボスキャラクター
フォルテ（OPステージ）
マッドグラインダー戦後に戦うことになる。オープニングステージでは、顔見せ程度の登場で、「フォルテに一定以上ダメージを与える」、「ロックマンのライフが一定以下になる」、「一定時間フォルテの攻撃を回避し続ける」、のいずれかで戦闘は終了する。3つの選択肢で戦闘終了後の台詞や演出が多少異なるが、ストーリーには影響しない。

マッシュ（Mash）
博物館ステージのボス。ガッツマンを強奪しに来たDr.ワイリーが逃げる時間稼ぎをする。大きく頑丈なボディ、それでいて高い機動力を備えたロボット。しかし設計ミスで、頭がボディと接合されておらず、着地のたびに首が回転しており、少しでも衝撃を受けると取れてしまう。弱点は頭のみで、頭以外を攻撃しても全く効かない。

フォルテ（ワイリーステージ1）
ワイリーステージ1で登場する中ボス。ライト研究所から奪った設計図でパワーアップしており、バスターを連射してくるほか、チャージショットも使うようになっている。オープニングステージと違って倒さないと先へ進めない。

ガッツマンG（Gutsman G）
ワイリーステージ1のボス。ワイリーが博物館から奪ったガッツマンを改造したもの。パワーに重点を置かれ、より強靭なアームを装備したが、ジェネレーターの重量が増加したために動けなくなり、脚部をキャタピラに変更した。巨大な岩を落としたり、アームでロックマンを捉えて天井へ投げ飛ばす。マッシュ同様、弱点は頭のみで、頭以外を攻撃しても全く効かない。
更に天井が低くなるので戦闘が長引くと苦戦を強いられる。

スーパーフォルテ（Super Forte）
ワイリーステージ2で登場する中ボス。ワイリーステージ1よりさらにパワーアップしており、ゴスペルと合体したスーパーフォルテへの変身が可能となっている。スーパーロックマンより飛行能力に優れており、ロケットバスターのほか、通常のチャージバスターも使用してくる。

ガメライザー（Gameriser）
ワイリーステージ2のボス。物資輸送用のVTOLを戦闘用に改造したカメ型メカ。腹部の格納庫には様々な動作パターンを持った子ガメ型ロボット「スポタロ」が内蔵されている。ほとんどの武器を受け付けず、弱点の頭部を露出している時間も短い。

ハンニャNED2（Hannya NED2）
ワイリーステージ3のボス。氷河に埋まっていたところをワイリーに助けられ、その恩のためにワイリーの配下となった侍型機動メカ。ミサイル、爆弾、レーザーなど、高い火力を内蔵している。戦闘は無限に続く平坦な強制スクロールのフィールドで行われ、追われながら戦うことになる。

ワイリーマシン7号（Wily Machine 7）
最終ステージのボス。ワイリーマシン3号の設計思想を元に、より攻撃力や機動力をパワーアップした、対ロックマン戦用兵器。また、2体のドクロ型小型ロボットであるスカル・トンを従え、コンビネーション攻撃を仕掛けてくる。弱点はコックピット。
本体が破壊されても、脱出装置として偏光マントを装備したワイリーカプセルが起動する。脱出装置ながら、炎、氷、雷の光弾を撃ったり真下に電撃を落としたりとかなりの攻撃力を備えている。こちらは本体と違い、どこを攻撃してもダメージを与えられる。
- 津田祥寿によれば、稲船の「最後の最後だけはメチャクチャ強くしよう!」という一言で強くなってしまい、「おかげで今でも、E缶を使わないと倒せません（笑）」という。

## 特殊武器
本作ではいずれの武器も連射が利かず、画面内に1発までしか出せない。またそれぞれの武器に特殊な機能が備わっており、特定のステージで武器を使用することで、新たな道を開拓したり、特殊なアイテムを入手することができる。

### ボスの特殊武器
ボス攻略後、特殊武器の能力の紹介を「ライト博士」「ロール」「ライトット」のいずれか一人が登場して解説してくれる（ただし、真面目に解説するのはライト博士のみであとの2人はコミカルに紹介する）。
フリーズクラッカー（Freeze Cracker）- フリーズマンを撃破 - 消費エネルギー（1）
空気中から冷たい空気を取り出し、それを結晶化させた氷の塊を前方に発射。壁や床に当たると6方向に分裂して飛ぶ。方向キー同時押しで上下に撃ち分け可能。溶鉱炉の金属や火柱を凍らせて足場にできる。

ジャンクシールド（Junk Shield） - ジャンクマンを撃破 - 消費エネルギー（3）
磁力による部品回収機を利用した、廃棄物の塊をロックマンの周りに集めて回転させるバリア系の武器。回転している塊はもう一度Yボタンを押すことで放射状に放つことができる。敵に近づいて塊を直接当てることでも攻撃できるが、一定のダメージを与えると壊れてしまう。

デンジャーラップ（Danger Wrap） - バーストマンを撃破 - 消費エネルギー（2）
爆弾を入れたスーパーシャボン液の泡を撃ち出す武器。軽い敵を泡に包んで捕まえることもできる。一定時間後、爆弾は爆発。泡を出さずに足元に爆弾を設置することも可能。また、泡にロックマンが体当たりすることで多少軌道を変えることもできる上、敵にぶつけると爆発して巻き添えにすることもできる。
『大乱闘スマッシュブラザーズ for Nintendo 3DS/Wii U』では、ロックマンの横必殺ワザのカスタマイズの1つとして登場する。

サンダーストライク（Thunder Strike） - クラウドマンを撃破 - 消費エネルギー（1）
電池千個を充電できるほどの電気を凝縮した電撃弾を前方に発射。敵に当たると上下に分裂する。電気で動く仕掛けを作動できる。一瞬だが暗闇を照らすこともできる。
日本国外では「サンダーボルト（Thunder Bolt）」と表記される。

ワイルドコイル（Wild Coil）- スプリングマンを撃破 - 消費エネルギー（1、2）
ロックマンの前後にばね状の武器を発射。ばねは地面で跳ねながら移動する。チャージ可能で、チャージ版は方向キー同時押しで跳ねる高さを3段階に変更可能。

スラッシュクロー（Slash Claw） - スラッシュマンを撃破 - 消費エネルギー（1）
宇宙船の小惑星破壊カッターを小型化したもの。高い衝撃波を撃ち出す。射程は短いが威力は高い。
『大乱闘スマッシュブラザーズ for Nintendo 3DS/Wii U』では、ロックマンの後空中攻撃として登場する。

クラッシュノイズ（Crush Noise） - シェードマンを撃破 - 消費エネルギー（1）
破壊力のある超音波を発射。壁に当たると反射し、その反射波にロックマンが当たることで共鳴しチャージが可能。壁がない場所でも発射直後にスライディングをすればチャージすることができるが、タイミングは比較的シビア。
解説書には「ノイズクラッシュ（Noize Crush）」と誤表記されている。

バーニングホイール（Burning Wheel） - ターボマンを撃破 - 消費エネルギー（2）
ロックマンを包む炎を出し、前方に転がす。Yボタンを押しっぱなしにすればしばらくの間、ロックマンの元にとどめることもできる。水中では使えない。特定の木や蝋燭に火をつけられる。床の氷も溶かせる。
日本国外では「スコーチホイール（Scorch Wheel）」と表記される。

### その他の特殊武器
ラッシュコイル（Rush Coil） - 最初から所持 - 消費エネルギー（2）
ロックマンが上に乗ると大ジャンプができる。『ロックマン3』や『ロックマン4』に登場したものと同一のタイプである。
なお、ラッシュは敵に触れると撤収してしまう。これは以下のラッシュジェット、ラッシュサーチにも共通する。

ラッシュジェット（Rush Jet） - 開発、もしくはステージ上で特殊アイテムを入手 - 消費エネルギー（-）
上に乗ると前方へ飛んでいく。また、進行方向と逆の方向を向くことで減速ができる。

ラッシュサーチ（Rush Search） - 開発、もしくはステージ上で特殊アイテムを入手 - 消費エネルギー（2）
呼び出すと、鼻からサーチ光線を出して足下にあるアイテムを掘り出すか、隠し通路を発見してくれる。隠し通路があるときは吠える。アイテムを掘り出す際、重要アイテムを発見した場合は吠えてから掘る。なんの役に立たない物を掘り出すことも多い。本来はネジで購入しなければならないアイテムを掘り出すことも可能だが、ヒントが無いため予備知識が必要となる。

スーパーアダプター（Super Adapter） - 『R』『U』『S』『H』（ラッシュ）プレートを全て揃える
ラッシュと合体することで、ロックマンがスーパーロックマンとなってパワーアップする。2段ジャンプであるブースタージャンプと、ロケットパンチであるロケットバスターが使えるようになる。ロケットバスターは「ハイパーロケットバスター」を入手することでパワーアップし、射程が伸びるほか、敵を追尾する能力が付与される。なお、合体中はスライディングができない。選択画面からロックバスターおよび特殊武器を選ぶと合体解除になる。
『X Dive』では「スーパーロックマン」の名称で登場する。上記と同様の「ロケットバスター」と「ビート！！」のアクティブスキルを持つ。「ブースタージャンプ」の飛行速度は本編より異なる。EXスキルの装備によって、命中した敵を一定確率で行動不能にするほか、壁や障害物をすり抜けることができる。パッシブスキルの習得によって、ロケットバスターのフルチャージに射程が15％アップし、ホーミング性能が追加されるなどの本作のように再現が可能になる。固有DNAの習得によって、ロケットバスターのフルチャージまでの時間が短縮されるほか、自身が一定時間の間だけ加速状態となって移動速度を上昇する。「ビート！！」の詳細は『ロックマンシリーズ』のビートを参照。

ブルースシールド（Blues Shield） - ブルースとの対決に勝つ
ブルースの盾を装備。何も操作していないときに限り、前方から来る敵の特定の弾を防ぐことができる（跳ね返すことはできない）。武器は自動的にロックバスターになる。

## 特殊アイテム
ネジ
小（ネジ2個分）・大（8個分）・特大（100個分）の三種類があり、小・大はステージ中に配置、若しくは敵を倒すとたまに出現する。最大990個までストックすることが可能。特大は特定のステージの地中に埋まっており、ラッシュサーチで掘り出すことで入手できる。一度掘り出した場所からは二度と入手できない。

スーパーネジ
特定のステージに隠されており、これをライトットに渡すことでE缶などのアイテムが通常の半分のネジで交換できるほか、S缶などのアイテムを製作してもらえる。

1UP
取るとロックマンの残り人数が増える。ステージ中に配置されていたり、稀に敵が落とすほか、ビッグエディーで入手可能。9つまでストック可能。

E缶
ステージ上に配置されていたり、ネジで交換できるシリーズお馴染みのストック体力回復アイテム。4つまで入手可能。

W缶
全ての特殊武器を全回復できる。4つまでストック可能。ステージ上に配置されているほか、ビッグエディーで入手可能。

S缶
「5」のM缶とほぼ同性能で、体力・全特殊武器のエネルギーを回復する。1個しかストックできない。ステージ上に配置されているほか、ビッグエディー（スーパーネジ入手済み）で入手可能。

ビート
特定のステージで檻の中に捕まっているビートを救出することで使用可能。穴に落ちると、ビートが現れてロックマンを掴んで救出してくれる。ただし一定時間を過ぎると、ビートが疲れてロックマンを手放してしまう。ビート救出用アイテムはビッグエディーで入手可能。4つまでストック可能。

EXIT
クリアしたステージを選択画面からこのアイテムを使用するとその場で脱出できる（ワイリーステージを除く）。特定のステージかビッグエディーで入手可能。

エネルギーバランサー
特殊武器を装備していない状態で武器エネルギーを取ると、自動的に消費した量が多い順から回復する。特定のステージかビッグエディー（スーパーネジ入手済み）で入手可能。

ハイパーロケットバスター
スーパーロックマン用の強化アイテムで、ロケットバスターの射程が延び、追尾性能まで付く。特定のステージかビッグエディー（スーパーネジ入手済み）で入手可能。

## 格闘モード
あるパスワードをパスワード入力画面で入力すると全アイテムをコンプリートの状態（8体のボスを撃破した後、ワイリーステージ4からスタート可能）でゲームが再開でき、またそのパスワードを入力後、特定のコマンドを入力すると2人でできるオリジナルの格闘ゲームで遊ぶことができる。
具体的にはロックマンとフォルテを選んでバスターなどを用いて戦い、先にエネルギーの無くなった方が負け（2ポイント獲得制）というルールである。このモードはチャージショットのため時間が長くなっており、バスターの連射速度も通常より遅くなっている。武器の変更はできないが、このモード内でのみ使える必殺技がロックマンとフォルテにそれぞれ2種類用意されており、それぞれコマンド入力で使用できる。ガードに値する機能としてワープの演出を使用した緊急回避がある。また、ダメージの受け方によっては尻もちをついたりピヨりが発生する。

## 他機種版
| No. | タイトル                              | 発売日        | 対応機種                                  | 開発元                      | 発売元   | メディア                                      | 型式 | 売上本数 | 備考                            |
| --- | ------------------------------------- | ------------- | ----------------------------------------- | --------------------------- | -------- | --------------------------------------------- | ---- | -------- | ------------------------------- |
| 1   | ロックマン7 宿命の対決!               | 1997年9月30日 | スーパーファミコン                        | カプコン                    | カプコン | フラッシュロムカセット （ニンテンドウパワー） | -    | -        | -                               |
| 2   | Mega Man Anniversary Collection       | 2004年6月23日 | PlayStation 2 ニンテンドー ゲームキューブ | Atomic Planet               | カプコン | DVD-ROM 8センチ光ディスク                     | -    | -        | 本シリーズの9作品との合同収録作 |
| 3   | Mega Man Anniversary Collection       | 2005年3月15日 | Xbox                                      | Atomic Planet               | カプコン | DVD-ROM                                       | -    | -        | 本シリーズの9作品との合同収録作 |
| 4   | ロックマン7 宿命の対決!               | 2014年8月6日  | Wii U                                     | カプコン                    | カプコン | ダウンロード （バーチャルコンソール）         | -    | -        |                                 |
| 5   | ロックマン7 宿命の対決!               | 2016年5月9日  | Newニンテンドー3DS                        | カプコン                    | カプコン | ダウンロード （バーチャルコンソール）         | -    | -        |                                 |
| 6   | ロックマン クラシックス コレクション2 | 2017年8月10日 | PlayStation 4 Xbox One Steam              | ナウプロダクション バレット | カプコン | BD-ROM・ダウンロード                          | -    | -        | 本シリーズの3作品との合同収録作 |
| 7   | ロックマン クラシックス コレクション2 | 2018年5月24日 | Nintendo Switch                           | ナウプロダクション バレット | カプコン | ダウンロード                                  | -    | -        | 本シリーズの3作品との合同収録作 |

## 開発
製作期間は3ヵ月であり、『2』の頃までのスタッフを呼んで突貫工事で製作する苛酷な環境だったという。一例として狭い部屋で企画マンとプログラマー15人くらいが軟禁状態で、キャラの担当が入れ代わり立ち代わりでデータ表を持ってきては、メインの担当が作業が空きそうな人物に次々と振っていくという、マスターアップまで突っ走る感じだったが、集まったメンバーはモチベーションが高く、稲船は「作っててすごい楽しかった」という。

## 攻略本
- トクマインターメディアムック完璧攻略本シリーズ ロックマン7 宿命の対決! 完全攻略本 - 徳間書店インターメディア、1995年4月25日
- スーパーファミコン完璧攻略シリーズ101 ロックマン7-宿命の対決!-必勝攻略法 - 双葉社、1995年5月20日、ISBN 4-575-28446-7